# Ortgang

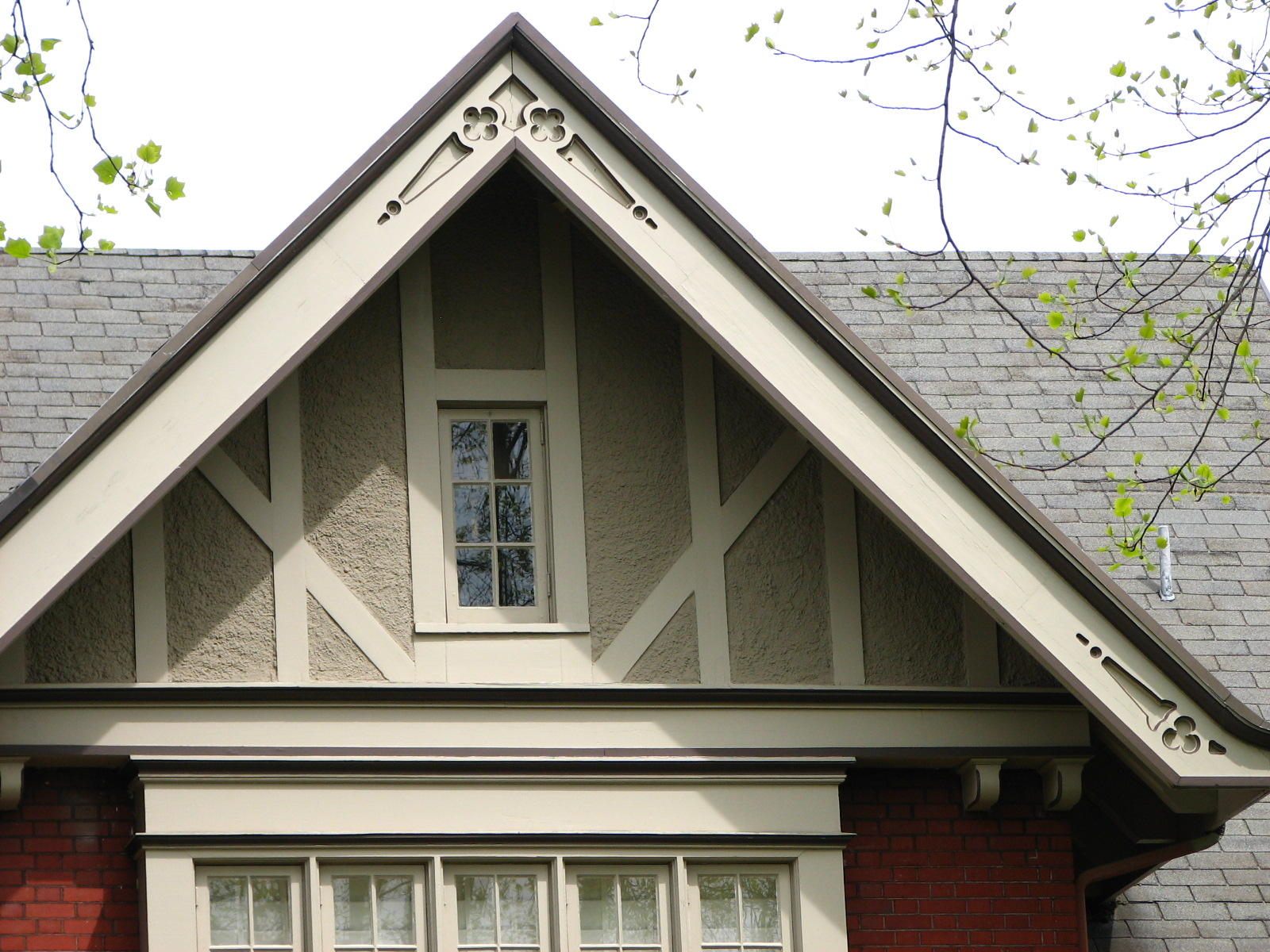
Verzierter Ortgang (Portland)

Bezeichnungen der Dachkanten (hellviolett: Ortgang)

Der Ortgang ist im Bauwesen die obere Begrenzung des Giebels durch die Kante des schrägen Daches.

## Begriff und Beschreibung
Der Begriff Ortgang setzt sich zusammen aus dem germanischen Wort Ort für Spitze, Kante oder Ecke und dem Begriff Gang im Sinne von Gehen. So bezeichnet der Ortgang das „Ende der Begehbarkeit“ am Dachrand bzw. an der Giebelkante.
Der Ortgang bildet gemeinsam mit dem oft unterhalb anschließenden Dachüberstand den oberen Abschluss des Giebels und wird auch als Stirn des Hauses bezeichnet. 
Das dem Verlauf des Ortgangs unterhalb folgende Gesims wird Giebelgesims oder Ortganggesims genannt. Im griechischen und römischen Tempelbau wird es auch als Schräggeison bezeichnet.
Die im Gegensatz zum Ortgang in der Regel waagerecht verlaufende Dachkante, über die das ablaufende Regenwasser abgeführt wird, heißt Traufe.

## Giebelgesims, Windbrett, Stirnbrett
Traditionell wurde der Ortgang des überstehenden Daches mit Verzierungen versehen, wozu die nötige Verkleidung der überstehenden Dachlattenköpfe als Stirnbrett (Giebelschutzbrett) dient.
In der historischen Architektur wurden die Dachlatten unterhalb der entlang des Ortgangs verlegten Dachziegel oft durch ein unter den Ziegeln verlaufendes Stirnbrett abgedeckt. Um sich dem gezackten Verlauf der mit Überlappung verlegten Dachziegel anzupassen, wurde das Stirnbrett als Sägezahnlahnleiste ausgeführt.
Heute werden entlang des Ortgangs oft speziell geformte Ortgangziegel verlegt, die um eine rechtwinklig nach unten hängende Fläche ergänzt sind und so das Stirnbrett ersetzen.

Konstruktion
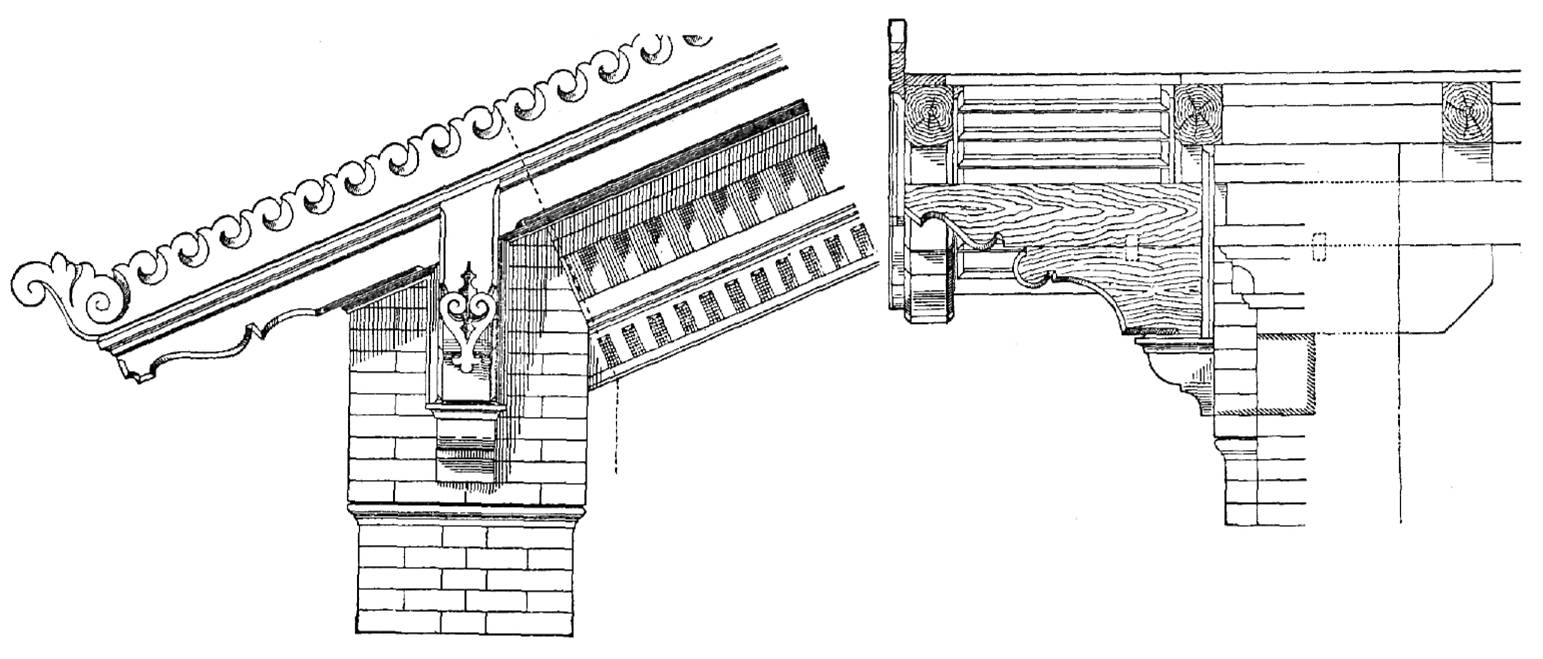
Giebelschutzbrett, Ansicht und Konstruktionsschnitt (Otto Lueger, 1906)
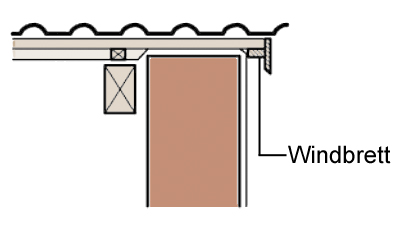
Ortgang-Konstruktionsdetail: Das Windbrett bildet die Dachuntersicht vom Giebelüberstand. Rechts davon liegt das senkrechte Stirnbrett mit abgeschrägter Tropfkante. Das Stirnbrett deckt das Windbrett und die quer dazu verlaufenden Dachlatten ab.

Ortgang-Bildbeispiele
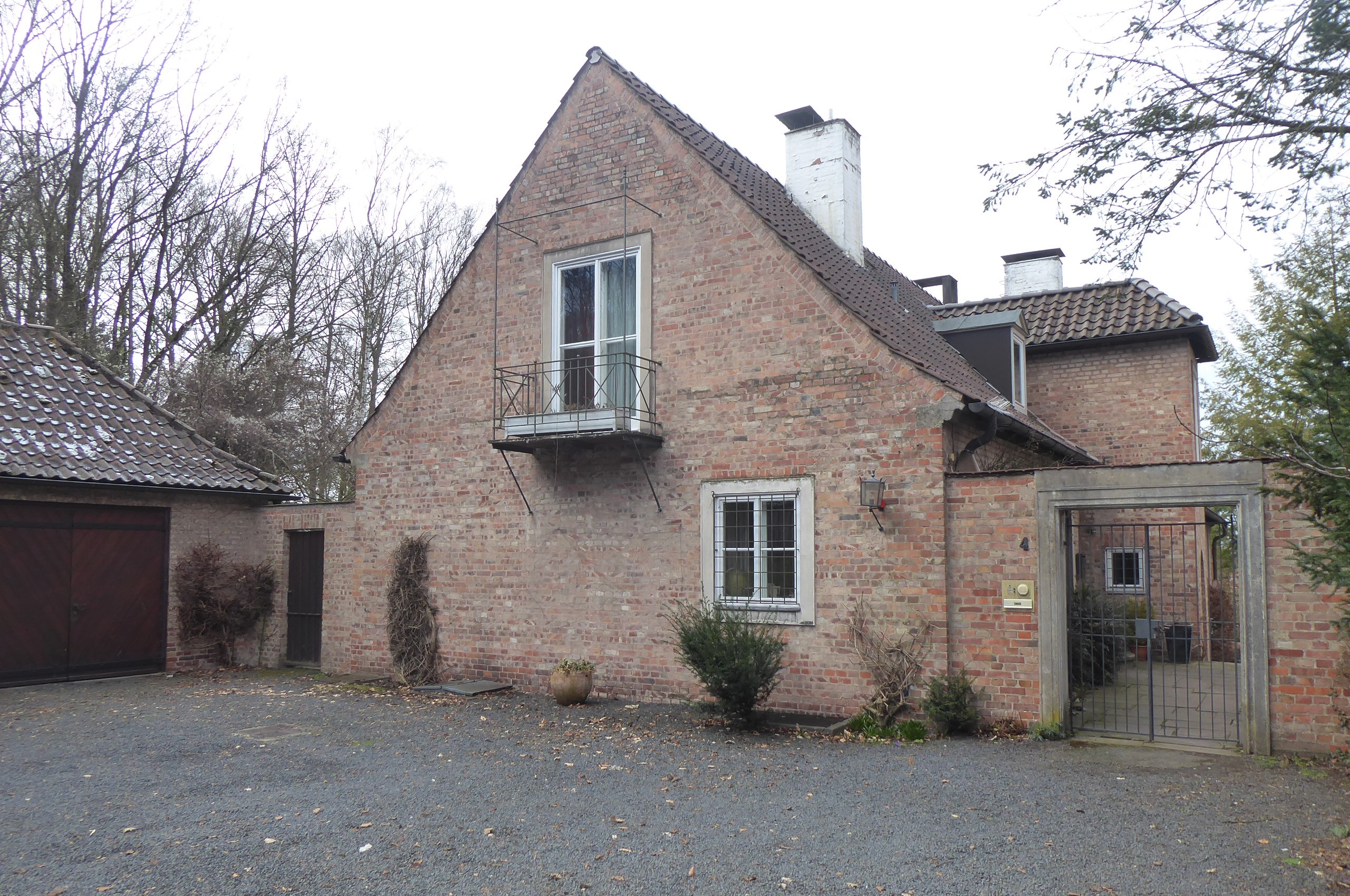
Ortgang ohne Dachüberstand (Haus Martius, Göttingen, Bismarckstraße 4[8])
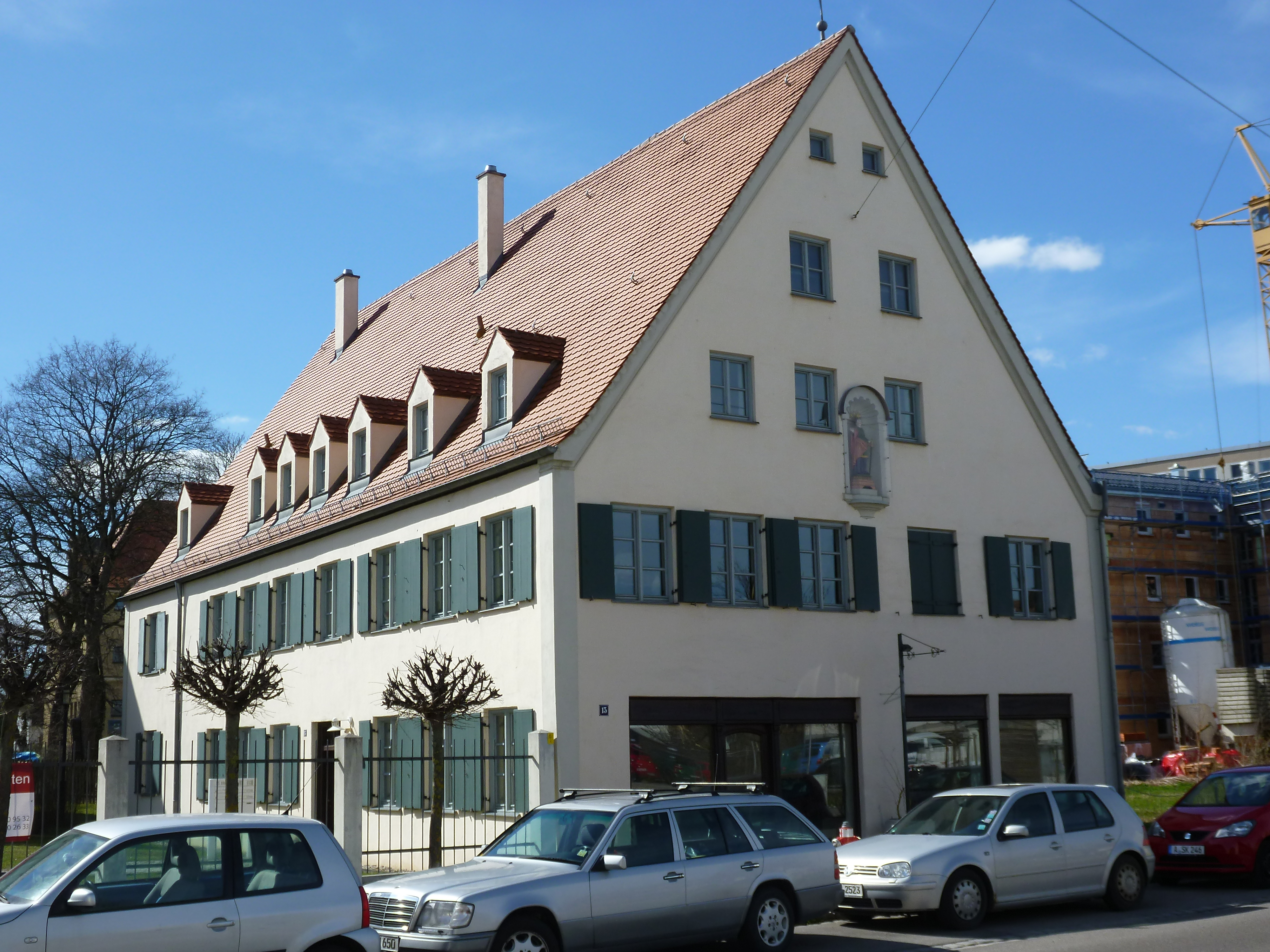
Ortgang ohne Dachüberstand, mit Ortganggesims (Amtshaus in Augsburg-Oberhausen)
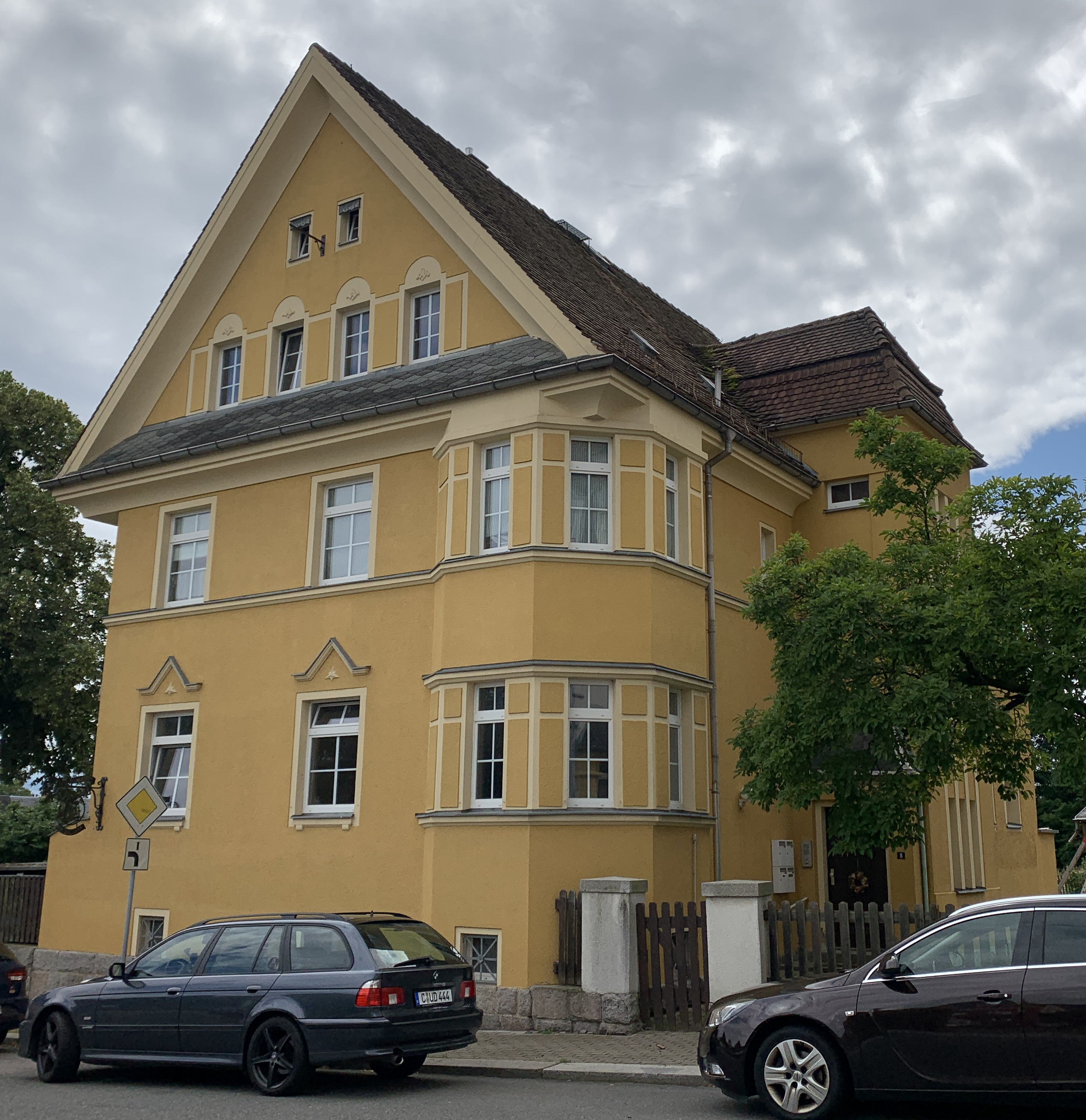
Ortgang mit Dachüberstand und Ortganggesims (Hohenstein-Ernstthal, Lutzerstraße 6)
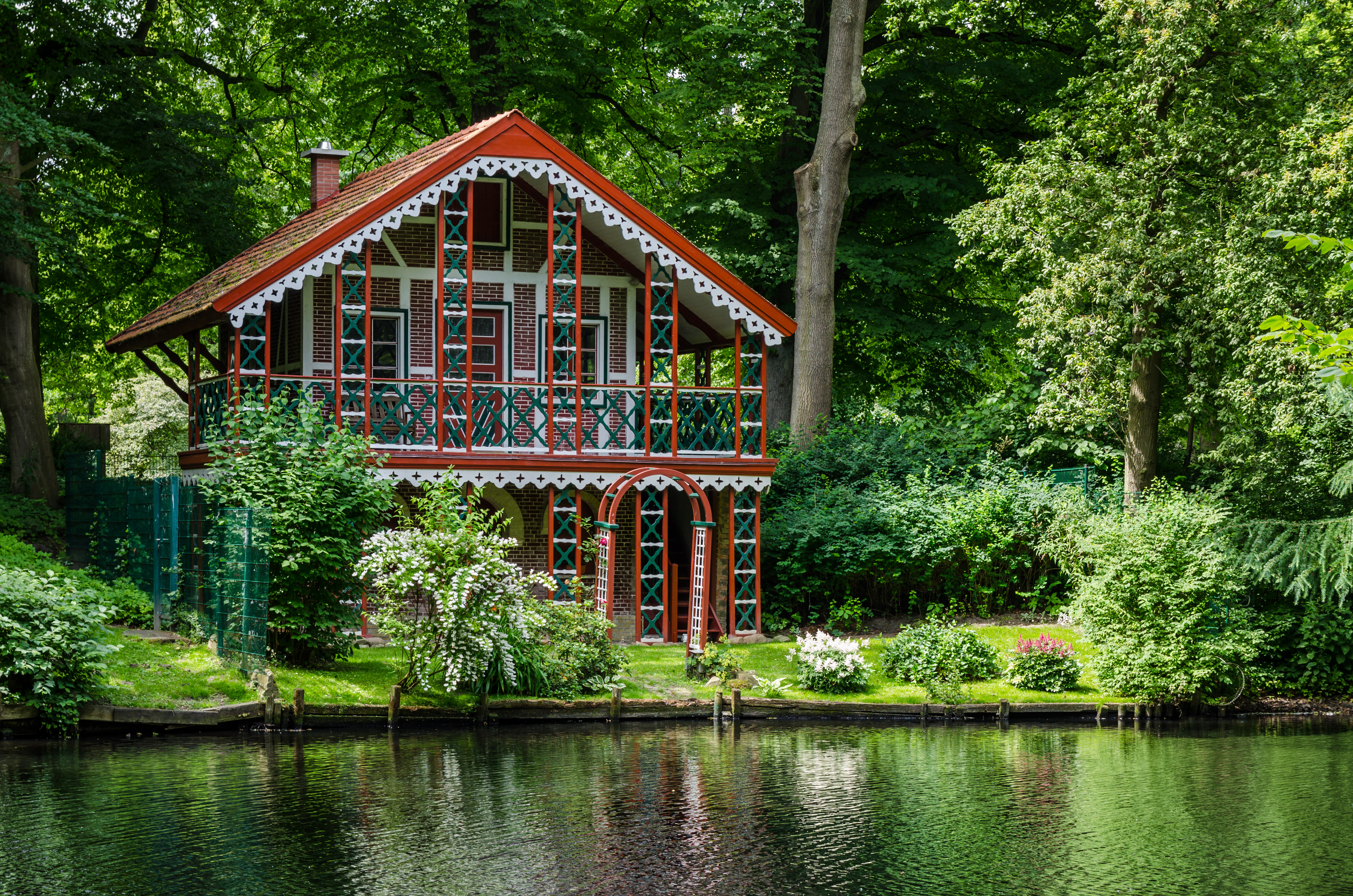
Ortgang mit Zier-Stirnbrettern (Schweizerhaus im Schlosspark Ritzebüttel)
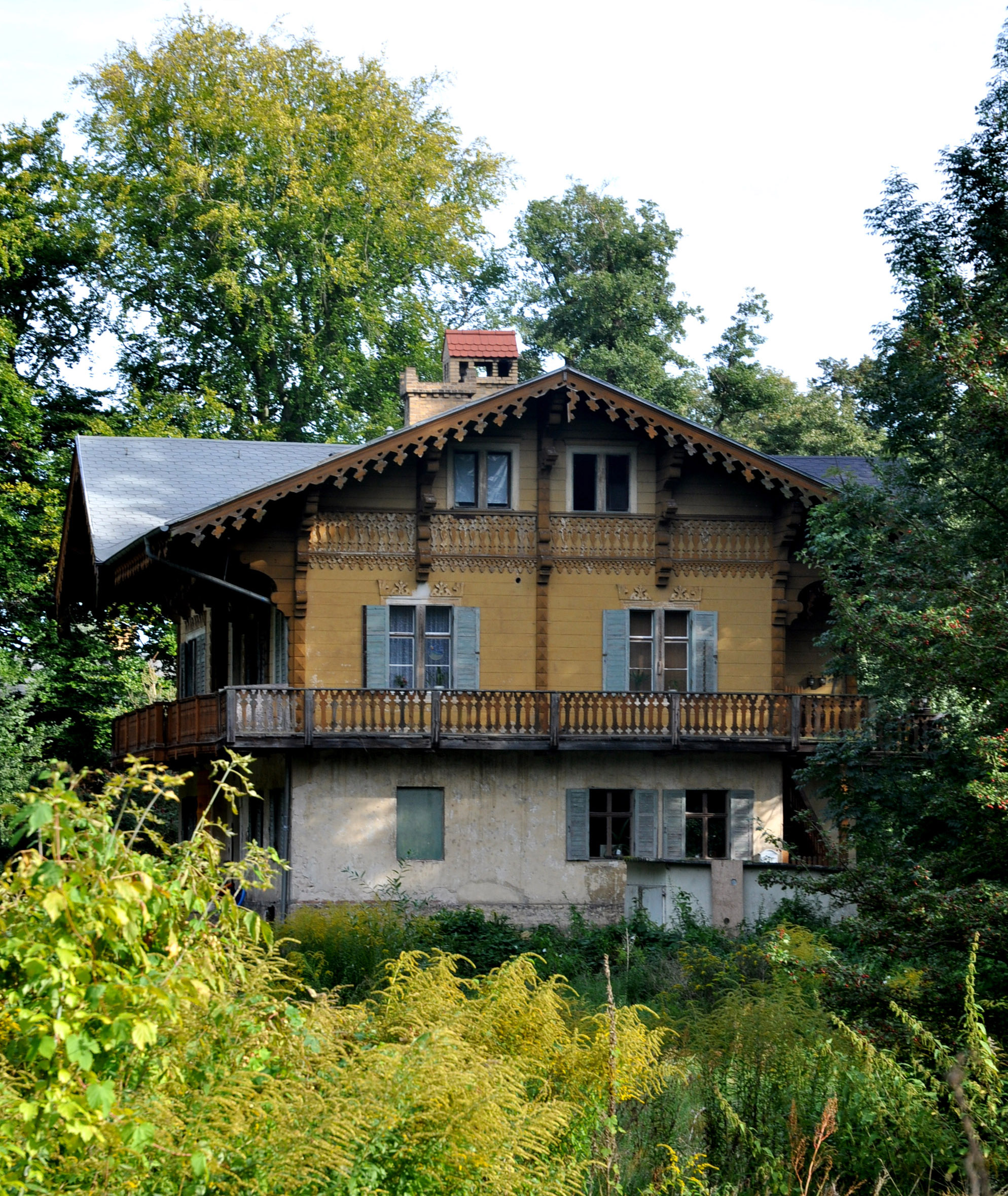
Ortgang mit Zier-Stirnbrettern (Schweizerhaus Klein-Glienicke)
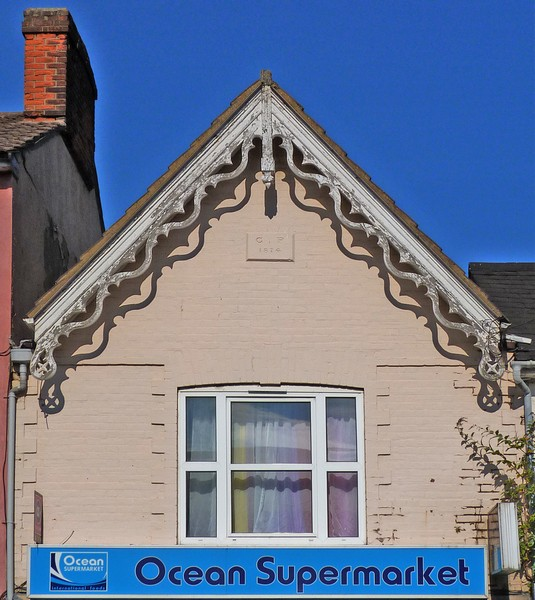
Ortgang mit Zier-Stirnbrettern (Colchester)
Ortgang mit Zier-Stirnbrettern (Idaho City)

## Ortgang im Bergbau
Im Bergbau bezeichnet der Ortgang die Gesteinswand am Ende des Stollens, an der der Abbau fortzuführen ist.